# گیرنده چشایی

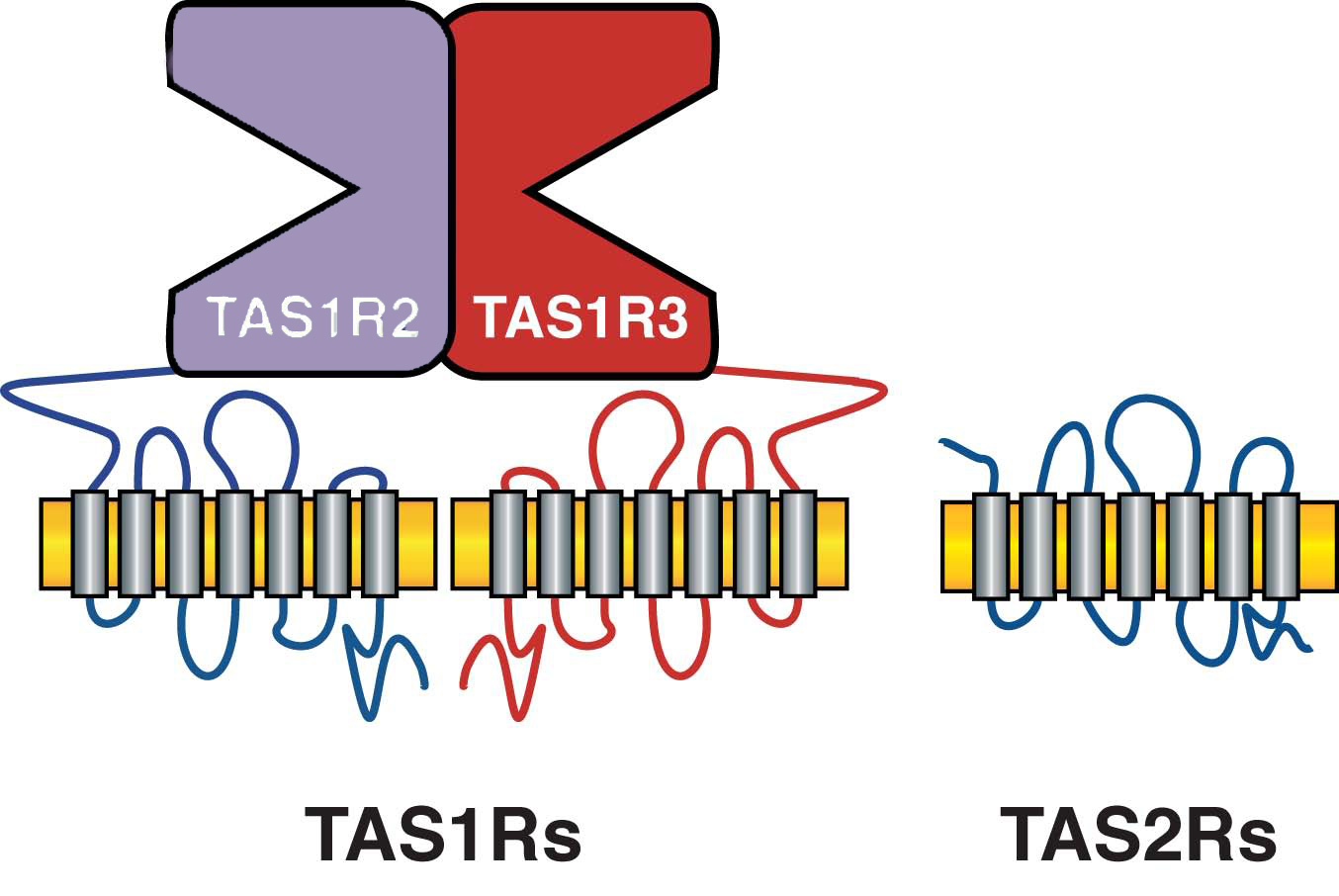
این تصویر گیرنده‌های چشایی (TAS1R و TAS2R) را نشان می‌دهد که در حس چشایی نقش دارند. این گیرنده‌ها در واکنش به مولکول‌های موجود در غذا فعال می‌شوند و طعم را تشخیص می‌دهند.

گیرندهٔ چشایی (به انگلیسی: taste receptor یا tastant)، نوعی گیرنده سلولی است که حس چشایی را تسهیل می‌کند. هنگامی که غذا یا مواد دیگر وارد دهان می‌شوند، مولکول‌های موجود در غذا با بزاق واکنش داده و به گیرنده‌های چشایی در حفره دهانی و سایر مکان‌ها در بدن تماس پیدا کرده و مولکول‌های دارای طعم، حس چشایی را فعال می‌کنند.
گیرنده‌های چشایی مهره‌داران به دو گروه کلی تقسیم می‌شوند:
- نوع ۱، گیرنده‌های شیرین، اولین بار در سال ۲۰۰۱ شناسایی شدند:[۲] TAS1R2 – TAS1R3
- نوع ۲، گیرنده‌های تلخ، اولین بار در سال ۲۰۰۰ شناسایی شدند:[۳] در انسان ۲۵ گیرنده تلخی متفاوت، در گربه‌ها ۱۲، در مرغ ۳ و در موش ۳۵ گیرندهٔ تلخی متفاوت شناخته شده‌است.[۴]

حس بینایی، بویایی، وضعیت فیزیکی مواد، مانند سردی و گرمی و جنس مواد خورده شده همگی به «ادراک مزه‌ها» و درک طعم‌ها کمک می‌کنند. گیرنده‌هایی مانند TRPV1، مسئول درک گرما و حس حرارت از برخی مولکول‌ها مانند کپسایسین (موجود در فلفل تند) هستند و گیرنده CMR1 مسئول درک سرما از مولکول‌هایی مانند جوهر نعنا، موجود در نعنا اوکالیپتول (موجود در اکالیپتوس) و ایسیلین هستند.

## توزیع بافتی
سیستم چشایی از سلول‌های گیرنده چشایی در جوانه‌های چشایی تشکیل شده‌است. جوانه‌های چشایی به نوبه خود در ساختارهایی به نام پاپیلای زبان قرار دارند.
گیرنده‌های چشایی علاوه بر پاپیلاها، درکام و قسمت‌های ابتدایی دستگاه گوارش انسان مانند حنجره و مری فوقانی نیز وجود دارند. سه عصب مغزی، زبان را عصب‌دهی می‌کنند: عصب واگ، عصب زبانی-حلقی و عصب چهره‌ای. عصب زبانی-حلقی و طناب صماخی (تیمپانی) که شاخه‌ای از عصب چهره‌ای است، گیرنده‌های چشایی TAS1R و TAS2R را عصب‌دهی می‌کنند.
علاوه بر گیرنده‌های چشایی در زبان، اپیتلیوم روده نیز مجهز به یک سیستم شیمیایی-حسی ظریف است که اطلاعات حسی را به چندین سیستم مؤثر بر تنظیم اشتها، پاسخ‌های ایمنی و حرکات دستگاه گوارش، ارتباط می‌دهد.
در سال ۲۰۱۰، محققان گیرنده‌های تلخی را در بافت‌های ریه پیدا کردند که باعث شُل شدن مجاری هوایی در هنگام مواجهه با یک ماده تلخ می‌شود. آن‌ها معتقدند که این مکانیسم از نظر تکاملی اهمیت دارد، زیرا به پاک‌سازی عفونت‌های ریه کمک می‌کند و می‌تواند برای درمان آسم و بیماری مزمن انسدادی ریه نیز مورد استفاده قرار گیرد.
گیرندهٔ مزه شیرین (T1R2/T1R3) را می‌توان در اندام‌های مختلف خارج دهانی در سراسر بدن انسان مانند مغز، قلب، کلیه، مثانه، اپی تلیوم تنفسی در بینی و… نیز یافت. در بیشتر اندام‌ها، عملکرد این گیرنده‌ها نامشخص است. گیرنده طعم شیرین موجود در روده و لوزالمعده نقش مهمی در تنظیم متابولیک فرایند تشخیص کربوهیدرات‌ها در روده و در ترشح انسولین دارد. این گیرنده در مثانه نیز یافت می‌شود، که نشان می‌دهد مصرف شیرین‌کننده‌های مصنوعی که این گیرنده را فعال می‌کنند، ممکن است باعث انقباض بیش از حد مثانه شود.

## عملکردها در بدن
طعم‌ها و مزه‌ها به شناسایی سموم، تنظیم تغذیه و تنظیم اشتها، پاسخ‌های ایمنی و تحرک دستگاه گوارش کمک می‌کند. امروزه پنج طعم اصلی شناسایی شده‌است: شور، شیرین، تلخ، ترش و اومامی. احساس طعم شور و ترش هر دو از طریق کانال‌های یونی تشخیص داده می‌شوند. طعم شیرین، تلخ و اومامی نیز، از طریق گیرنده‌های طعم جفت‌شونده با پروتئین جی تشخیص داده می‌شوند. علاوه بر این، برخی از عوامل می‌توانند به عنوان اصلاح‌کنندهٔ طعم، مانند میراکولین یا کورکولین برای طعم شیرین یا استروبین برای پوشاندن تلخی عمل کنند.
به‌طور کلی، از دست دادن عملکرد گیرنده‌های طعم، یک فرایند تکاملی است که به دلیل تغییر رژیم غذایی در گونه‌ها رخ داده‌است.